# Sangaris penrosei
Sangaris penrosei là một loài bọ cánh cứng trong họ Cerambycidae.